# Headliner
Headliner [hedlajnr] (z angl. headline, nadpis, titulek) znamená při hudebním, divadelním nebo komediálním představení hlavního účinkujícího celého programu. Obvykle se také jedná o hlavní představení a předchází mu vystoupení předkapely. Během prodeje vstupenek je na reklamních plakátech a na vstupenkách jméno headlinera více zvýrazněno či bývá umístěno úplně nahoře. Při hudebních vystoupeních má headliner nejdelší dobu na své představení, má nejvíce propracované pódium a zpravidla to bývá nejslavnější kapela ze všech zúčastněných.